# 舟状凤仙花
舟状凤仙花（学名：Impatiens cymbifera）是凤仙花科凤仙花属的植物。分布于锡金、尼泊尔、缅甸、不丹以及中国大陆的西藏等地，生长于海拔2,500米的地区，一般生于山坡阴湿雾林下，目前尚未由人工引种栽培。